# Chiococca coriacea
Chiococca coriacea är en måreväxtart som beskrevs av Martin Martens och Henri Guillaume Galeotti. Chiococca coriacea ingår i släktet Chiococca och familjen måreväxter. Inga underarter finns listade i Catalogue of Life.